# Chulalongkorn
Chulalongkorn, med regentnamnet Rama V, född 20 september 1853 i Bangkok, död 23 oktober 1910 i Bangkok, var kung av Siam 1868–1910 och tillhörde Chakridynastin.
Kung Chulalongkorn anses vara den av thailändarna mest vördade kungen och sedd, tillsammans med sin far, som det moderna Thailands fader. Detta trots, eller tack vare, att han avträdde Laos, delar av östra Kambodja samt norra delarna av Malackahalvön i dagens Malaysia. I utbyte koloniserades aldrig landet, som ett av få i Asien.

## Biografi

### Uppväxt och studier
Chulalongkorn var son till Mongkut (Rama IV) och drottning Debsirindra. År 1861 blev han utsedd till tronföljare. Vid denna tid var Kambodja ett lydrike under Siam, men den franske amiralen Charles Rigault de Genouilly tvingade kungen av Kambodja att överlåta större delen av sitt rike som ett franskt protektorat. Kung Mongkut blev upprörd men kunde inte hindra överlåtelsen.
År 1862 anställde kung Mongkut den engelsk-indiska änkan Anna Leonowens som lärare i litteraturhistoria, språk och konst (den engelska lärarens tid i landet har skildrats bland annat i filmen Anna och kungen). Kungens familj bestod av 32 fruar och konkubiner och 82 barn och många av Mongkuts barn lärde sig engelska. Efter fyra år bad hon om avsked på grund av sjukdom och reste till England.
Vid 15 års ålder följde Chulalongkorn med fadern på en expedition för att studera en solförmörkelse. Kungen hade räknat ut tidpunkten och bjudit med en delegation franska vetenskapsmän. Solförmörkelsen inträffade vid exakt rätt tidpunkt, men både kungen och Chulalongkorn blev sjuka i malaria i det träskartade området. Sex veckor senare dog kungen efter att ha utnämnt Chulalongkorn till efterträdare och bestämt om en förmyndarregering under Si Suriyawongse tills den nye kungen fyllt 20 år.

### Tidiga år som kung
Som femtonåring uppsteg Chulalongkorn på den siamesiska tronen, men på grund av hans låga ålder styrdes landet av ett förmyndarråd lett av en farbror, som också ansvarade för kungens vidare utbildning. Det blev studieresor i den indonesiska arkipelagen och en längre resa i Indien. Där besökte han medicinska institutioner. På den indiska resan lärde han sig mycket om administration och handel. Chulalongkorn reste också runt med båt i sitt eget rike för att möta sitt folk och lyssna på deras problem. Utbildningen avslutades hos buddhistiska munkar där han bodde i ett kloster i ett halvår.
En av kungens första åtgärder som regent var att utfärda amnesti åt rikets politiska fångar, som uppgick till 362 personer. Han beordrade bygget av ett modernt sjukhus med läkarutbildning. År 1871 startade han en skola inom palatsområdet, men den siamesiska eliten var inte intresserad. Däremot kunde kungens bröder och söner nu få en modern utbildning.
Kungen avskaffade månggiftet, dödsstraffet, slaveriet och det framstupa bugandet. Han införde även religionsfrihet. Chulalongkorn tillsatte ett kungligt råd där bland annat Sangharådet ingick. Han startade en grundskola för flickor samt grundade Chulalongkornuniversitetet. Gift med bland andra Saovabha Bongsri.

### Teknisk utveckling, flottbesök och krig
År 1875 anlände den danske sjöofficeren Andreas Richelieu till Bangkok, med ett rekommendationsbrev från den danske kungen Christian IX. Richelieu fick anställning och blev fartygschef för korvetten HMS Siam Makut. Det första uppdraget var sjömätning av landets kuster. 1877 utnämndes han till kapten, blev adlad och kungens närmaste rådgivare. Året därpå blev Richelieu byggnadskontrollant för kungajakten Vesatri och sedan fartygschef för samma fartyg. 1886 blev han chef för örlogsvarvet i Bangkok. Förutom att bygga upp Siams flotta etablerade Richelieu landets första elverk och byggde järnvägar och spårvagnslinjer.

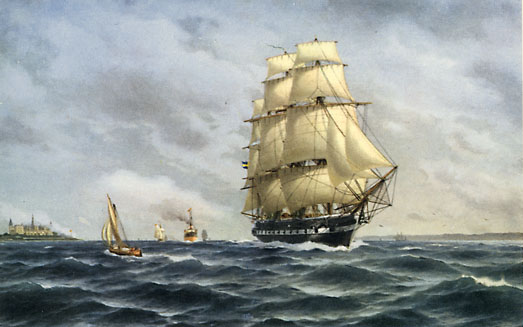
HMS Vanadis (1862)

På morgon den 17 november 1884 ankrade den svenska ångfregatten HMS Vanadis i Siamviken utanför Bangkok efter en lång och stormig seglats från Manila. Fartyget var på världsomsegling och syftet var både handelspolitiskt och vetenskapligt. Med ombord var prins Oscar, andre son till kung Oscar II och löjtnant i den svenska flottan.
Den kungliga lustjakten HMS Vesatri närmade sig Vanadis för att föra prinsen och övriga officerare till Bangkok. Efter salut från Vanadis' 22 kanoner, gick den svenska delegationen över till HMS Vesatri och hälsades av den danske kaptenen Richelieu och en siamesisk prins. Sjöresan gick förbi vackra exotiska landskap och uppför floden Chao Phraya. Ombord serverades lunch med underhållning av en orkester. Efter fem timmar förtöjde lustjakten vid det Stora Palatset. Fartygschefen kommendör Otto Lagerberg, prins Oscar och de andra officerarna fick en inbjudan till audiens hos kung Chulalongkorn. Efter sedvanliga hedersbetygelser blev det underhållning och visning av det Stora Palatset och det kungliga templet Wat Phra Keo.

### Krig mot Frankrike

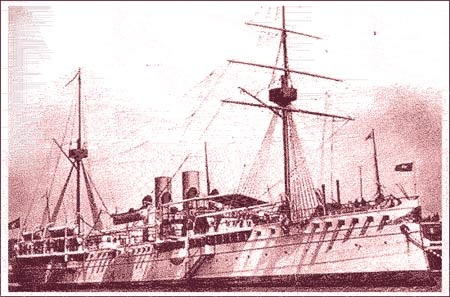
HMS Maha Chakri

Fransk-siamesiska kriget startade sommaren 1893. Franska kanonbåtar gick in i Siamviken. Örlogsbaschefen Richelieu ville skicka ut det nya pansarskeppet HMS Maha Chakri, men det låg förtöjt vid kungens Stora palats. Franska flottan blockerade floden Chao Phraya mynning och när fredsförhandlingar så småningom inleddes tvingades Siam avstå från Laos, landet öster om floden Mekong.

### Kungens resor till Europa
Resan till Europa inleddes den 7 april 1897 med HMS Maha Chakri, ett modernt ångdrivet örlogsfartyg. Chulalongkorn reste i sällskap med sin son, kronprins Vajiradudhi och prinsarna Prajadhipok och Chirapravati Voradej. Sakdidejana.
| ”                     | Min resa till Europa är den första bron till modernisering, men att utföra alla praktiska detaljer blir ett arbete för hovet. För mig är det en väg till kunskap och erfarenheter av de europeiska kungahusen och dess seder. | „ |
| – Chulalongkorn, 1897 | |   |

Första hamn som fartyget angjorde var Singapore, därefter Ceylon där kungen gjorde ett religiöst besök. Första europeiska hamn var Venedig. Därifrån reste kungen landvägen och besökte bland annat Rom, Genève och Wien. I Wien mottog kungen en invitation från kung Oscar II att besöka Stockholmsutställningen 1897. Färden gick sedan till Warszawa. Där väntade tsar Nikolajs privata tåg för vidare resa till Peterhof nära Sankt Petersburg. Härifrån skulle Chulalongkorn resa vidare med Maha Chakri till Stockholm. Men fartygets ångmaskin behövde repareras, vilket skedde på ett holländskt varv. Tsaren ställde därför sin lustjakt Poliarnia Zvesda till kungens förfogande.

#### Resan till Sverige
År 1897 besökte kung Chulalongkorn Sverige och Allmänna konst- och industriutställningen i Stockholm. I samband med besöket gjordes även Sveriges första filmupptagning: Konungens af Siam landstigning vid Logårdstrappan.
Den 14 juli besökte båda kungarna Stockholmsutställningen, en nordisk utställning med deltagande från Sverige, Norge, Danmark och Ryssland. Det var både en konst- och industriutställning, förlagd till Lejonslätten på Djurgården. Chulalongkorn fick se nymodigheter som röntgen, rörlig spelfilm och en automobil. Därefter blev det ett besök på det närliggande Galärvarvet, där den nya pansarkryssaren HMS Oden låg förtöjd. Sedan blev det besök på Biologiska museet och Skansen. Chulalongkorn skänkte en elefant till Stockholms Tivoli djurpark. Dagen efter åkte kungarna upp i (den gamla) Katarinahissen och den utländske gästen fick en överblick över Stockholm. De färdades därefter till Riddarholmen och embarkerade ångbåten Tessin för en tur på Mälaren och landade vid Drottningholms slott.
Kung Oscar ville även visa andra delar av Sverige och två förslag på turer lades fram. Den ena var en resa till Norrland, den andra en resa söderut och till Norge. Kung Chulalongkorn valde Norrlandsresan bland annat då timmer på denna tid var Siams största exportprodukt. Först tog man sig upp till Härnösand. Därifrån åkte man båt upp längs Ångermanälven till Sollefteå. I Sollefteå bytte man färdmedel och tog tåget till Bispgården. Väl i Bispgården tog man åter båt längs Indalsälven ner till Sundsvall.

#### Resan till Norge
År 1907 gjorde Chulalongkorn en ny resa till Europa medan hans son och kronprins Vira var regent i Thailand. Kungens gamle rådgivare Richelieu hade ordnat så att Europaresan också innefattade Norge för studier av bland annat vattenkraftverk.

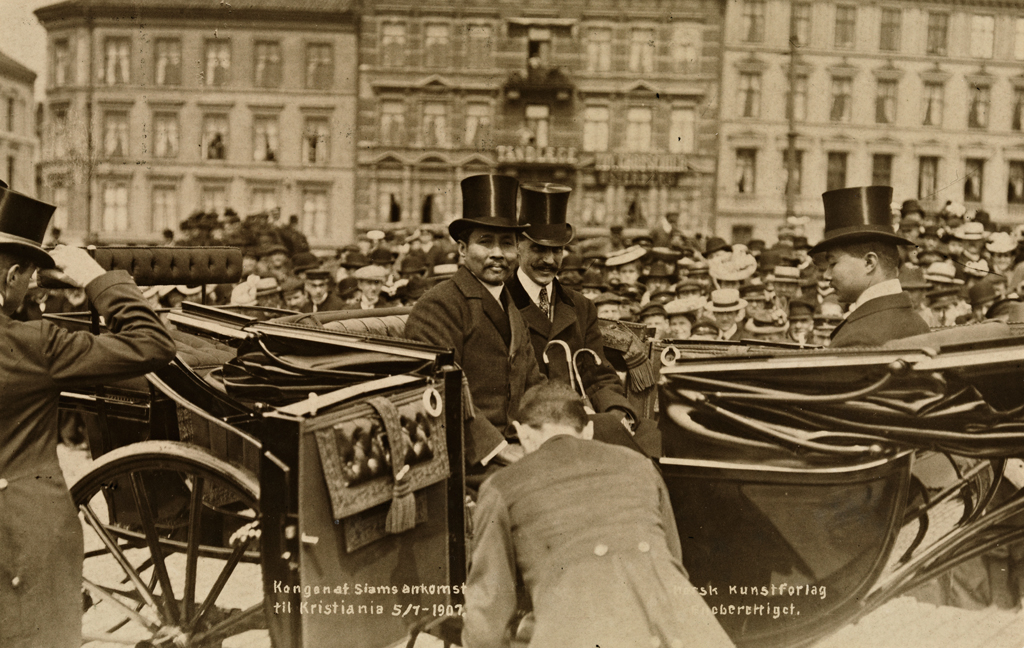
Kongen av Siams ankomst til Kristiania 5-7 1907 (5327556234)

Den 4 juli 1907 anlände kung Rama V och hans följe av ministrar och tjänstemän till Kristiania. Kung Haakon VII och statsminister Christian Michelsen mötte det långväga sällskapet och förde dem till det kungliga slottet.
Några dagar senare reste den siamesiska delegationen i kungavagnen med tåg till Trondheim med besök i Nidarosdomen. Därefter embarkerade sällskapet åter jakten Albion för vidare färd till Bodö, Hammerfest och Nordkap. På återresan stannade Albion i Tromsö varifrån de gjorde en utflykt till en sameby. Chulalongkorn jämförde samerna med karen-folket i norra Siam.
Sedan gick färden utmed norska kusten till Bergen, Stavanger och Brevik. Kungen var mycket intresserad av vattenkraftanläggningar och konstgödselindustrin. I Brevik möttes de av en mindre ångbåt som förde kungen och hans ministrar till Rjukan. Den 1 augusti lämnade "Albion" Norge och seglade tillbaka till England.

### Sjukdom och död
Chulalongkorns resa till Europa 1907 hade förutom studier av teknik ett dolt syfte. Han sökte medicinsk hjälp för en kronisk njursjukdom. Han hade också utvecklat diabetes, troligen som följd av malaria som drabbade honom i unga år. Siamesiska läkare hade ordinerat vila och i England fick han läkarvård och kunde vila på Windsor Castle hos kung Edward VII. 
Efter Norge fortsatte hans Europaresa, och han återkom till Siam den 6 november 1907. Trots att den medicinska prognosen var illavarslande, kunde han inte dra ner på sin arbetsbörda. Chulalongkorn funderade på att abdikera, men i oktober 1910 blev hans tillstånd mycket allvarligt och den 23 oktober dog han.
Chulalongkorn hade regerat i 42 år. Han hade infört skolutbildning och lagt grunden till ett universitet, stärkt monarkin, skapat en modern armé och en ny statlig byråkrati.

## Chulalongkorns avtryck i Skandinavien

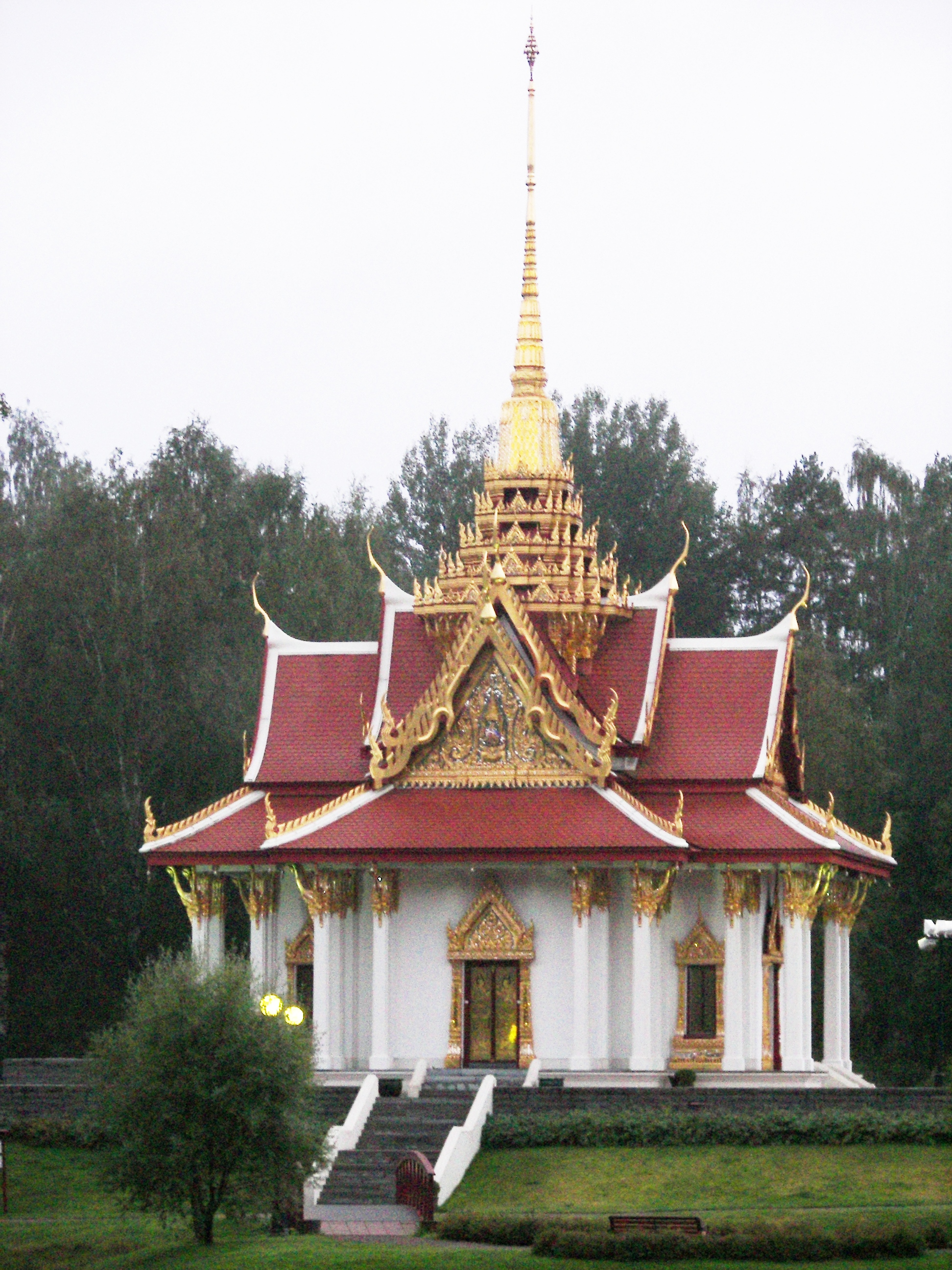
Thailändska paviljongen (King Chulalongkorn Memorial) strax söder om Bispgården i Jämtland.

En thailändsk paviljong har uppförts till kung Chulalongkorns ära i dalgången vid Utanede, cirka 7 kilometer söder om Bispgården i östra Jämtland. Bygget påbörjades 100 år efter kung Chulalongkorns besök och invigdes 19 juli 1998. Endast en thailändsk paviljong uppges ha byggts utanför själva Thailand.[källa behövs]
En väg som går till botten av nipan vid Indalsälven bär också kungens namn. Vägen var nybruten när kungen anlände till Bispgården. Denna väg löper mellan Holmsta gård, där paviljongen är belägen, och en punkt mellan Edset och nuvarande Hölleforsens kraftverk.
I Brevik i Norge står en bronsstaty på en sockel som minner om kung Rama V av Thailand och hans besök 1907. Många thailändare vallfärdar till Brevik den 23 oktober, kung Chulalongkorns dag.

## Utmärkelser
- Sankt Stefansorden,  1868
- Thailändska kronorden,  1869
- Karl III:s orden,  1871
- Sankt Mikaels och Sankt Georgsorden,  1878
- Kungliga orden av Kamehameha I,  1881
- Elefantorden,  1882
- Chakra Mala-medaljen,  1882
- Chakriorden,  1882
- Storkors av Sankt Olavs orden,  1884
- Krysantemumorden,  1887
- Riddare av Serafimerorden,  1887
- Svarta örns orden,  1887
- Sankt Mauritius och Sankt Lazarusorden,  1887
- Annunziataorden,  1891
- Andreasorden,  1891
- Tre ordnars band,  1897
- Rutkroneorden,  1897
- Hessiska Ludvigsorden,  1897
- Badiska husorden Fidelitas,  1897
- Stora ordensbandet av Chula Chom Klao-orden,  1900
- Sankt Hubertusorden,  1906
- Henrik Lejonets orden,  1907
- Specialklass av Vita elefantens orden,  1909
- Nio ädelstenars orden

[Redigera Wikidata]